# メカクシラジオ
メカクシラジオは2015年4月4日から同年6月27日まで文化放送で放送されていた、メカクシ団のキャラクターが出演するラジオ番組である。全13回。

## 概要
文化放送A&G TRIBAL RADIO エジソンのコーナーの一つで、2015年4月4日から同年6月27日まで、毎週土曜22時40分から約10分程度放送。メカクシティアクターズのキャラクターが、毎回ランダムにパーソナリティーを勤める。

## 放送時間と出演者
| 放送回   | 放送日       | 放送時間      | 出演者                                                 |
| -------- | ------------ | ------------- | ------------------------------------------------------ |
| 第一回   | 2015年4月4日 | 22:40 - 22:50 | 阿澄佳奈(エネ)・寺島拓篤(シンタロー)                   |
| 第二回   | 同年4月11日  | 22:40 - 22:50 | 阿澄佳奈(エネ)・寺島拓篤(シンタロー)                   |
| 第三回   | 同年4月18日  | 22:40 - 22:50 | 柏山奈々美(モモ)・富樫美鈴(ヒビヤ)                     |
| 第四回   | 同年4月25日  | 22:40 - 22:50 | 阿澄佳奈(エネ)・寺島拓篤(シンタロー)                   |
| 第五回   | 同年5月2日   | 22:40 - 22:50 | 立花慎之介(カノ)・中原麻衣(アヤノ)                     |
| 第六回   | 同年5月9日   | 22:40 - 22:50 | 甲斐田裕子(キド)・立花慎之介(カノ)                     |
| 第七回   | 同年5月16日  | 22:40 - 22:50 | 甲斐田裕子(キド)・阿澄佳奈(エネ)                       |
| 第八回   | 同年5月23日  | 22:40 - 22:50 | 甲斐田裕子(キド)・保志総一郎(セト)・柏山奈々美(モモ)   |
| 第九回   | 同年5月30日  | 22:40 - 22:50 | 寺島拓篤(シンタロー)・宮野真守(遥)                     |
| 第十回   | 同年6月6日   | 22:40 - 22:50 | 阿澄佳奈(貴音)・中原麻衣(アヤノ)                       |
| 第十一回 | 同年6月13日  | 22:40 - 22:50 | 甲斐田裕子(キド)・柏山奈々美(モモ)・宮野真守(コノハ)   |
| 第十二回 | 同年6月20日  | 22:40 - 22:50 | 寺島拓篤(シンタロー)・富樫美鈴(ヒビヤ)                 |
| 第十三回 | 同年6月27日  | 22:40 - 22:50 | 甲斐田裕子(キド)・阿澄佳奈(エネ)・寺島拓篤(シンタロー) |